# Федеріко Фелліні
Федері́ко Феллі́ні (італ. Federico Fellini; 20 січня 1920, Ріміні — 31 жовтня 1993, Рим) — італійський кінорежисер та сценарист, відомий своїм характерним стилем, який поєднує фантазію та образи бароко із приземленістю. Вважається одним із найкращих та найвпливовіших режисерів усіх часів. Його фільми посіли високі місця в таких опитуваннях як Cahiers du cinéma і Sight & Sound, де фільм 8½ 1963 року позначений як один з 10-ти найкращих фільмів.
Володар п'яти премій «Оскар» і «Золотої пальмової гілки» Каннського кінофестивалю.

## Біографія

### Ранні роки
Федеріко Фелліні народився 20 січня 1920 року в Ріміні. Його батьки, Урбано Фелліні (1894—1956), виходець з романьольських селян та дрібних землевласників з Гамбеттола, та Іда Барбіані (1896—1984) з католицької сім'ї римських купців, одружилися у 1918 році в Римі, після чого переїхали до Ріміні, де батько став працювати комівояжером. У сім'ї Фелліні було ще двоє дітей: Рікардо (1921—1991) і Марія Маддалена (1929—2002). У дитячому віці часто хворів, медики підозрювали серцеву недостатність. Маленькому Федеріко подобалося привертати загальну увагу, досить швидко він навчився імітувати непритомність і запаморочення. Водночас Федеріко любив улаштовувати вистави: виготовляв маски, розмальовував ляльок, шив костюми, де уже проявились зачатки його сценічного таланту. Велике враження на нього справив цирк, що приїхав на гастролі.
Освіту Федеріко отримав класичну, закінчивши монастирську школу у Фао. В 1937 році він переїздить у Флоренцію, де вчиться на репортера, підробляючи карикатуристом у фірмі «Фебо» свого приятеля Демосу Бонніні. У 1938 році Фелліні приїжджає до Рима, щоб там спробувати зробити кар'єру журналіста. Живе неподалік вокзалу, в мебльованих кімнатах, по сусідству з торговцями-китайцями, злодіями та повіями. За свою худорлявість Федеріко отримав прізвисько «Ганді». У цей час він заробляє на життя малюнками для газет і журналів і пише тексти для вар'єте, реклами й невеликих радіопостановок.

### Воєнні роки
Відбулось нетривале навчання на юридичному факультеті Римського університету, лише для того, щоб не потрапити до армії Муссоліні. У цьому також допомагала відточена ще в дитинстві навичка симуляції хвороб.
З 1938 до 1942 року Фелліні публікується в іменитому гумористичному журналі «Марк Аврелій», відомому своїм антифашистським спрямуванням. Окрім журналістики, Федеріко робить перші кроки на терені сценариста: складає невеликі скетчі для радіопостановок, пише комедійні монологи для актора вар'єте Альдо Фабріці. Близько семисот його творів побачили світ, перш ніж йому запропонували писати сценарії до фільмів.
З 1940 року Федеріко Фелліні працює в кіно спочатку як автор комічних трюків, згодом, як співавтор сценаріїв до фільмів. У 1943 році він займається постановкою комічних сцен з життя закоханих Чіко і Палліни під час якої знайомиться зі своєю майбутньою дружиною і музою Джульєттою Мазіною. Крім сина, що народився у 1945-му, названого як і батька та померлого немовлям, дітей у пари не було. Згодом Фелліні буде пропонувати дружині усиновити дитину, але та відмовиться.
Коли до Риму увійшли союзні війська, Фелліні зі своїм товаришем торгували в невеликій крамничці шаржами на переможців. Одного разу до них зайшов Роберто Росселліні. Він збирався зняти короткометражку про Доне Морозіні (італ. Don Pieto Morosini) — розстріляного гестапівцями римського священника. Фелліні розширив тему і разом з Серджо Амідеї і Роберто Росселліні написав сценарій до фільму «Рим, відкрите місто». Успіх був грандіозний. Фільм започаткував неореалізм. Федеріко став відомим сценаристом. Фелліні написав ще декілька сценаріїв, наприклад, до фільму Роберто Росселліні «Пайза».

### Роки творчого розквіту

#### 1950-ті

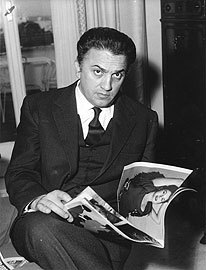
Федеріко Фелліні, 1950-ті

У 1950 році Федеріко ставить свій перший фільм «Вогні вар'єте» із спільною з Альберто Латтуадою режисурою. Фелліні написав сценарій для нового фільму «Білий шейх» (італ. Lo Sceicco Bianco, 1952), 1952), режисером якого повинен був стати Антоніоні, але той відмовився знімати за таким сценарієм. Тому Феліні зняв фільм сам і саме цей фільм став першою його самостійною кінокартиною. Успіху цей фільм не мав, але наступні два — «Мамині синочки» і «Любов у місті» (обидва — 1953 року) були прийняті публікою та критиками тепліше. З перших же фільмів починається дружба й довге співробітництво Фелліні з відомим італійським композитором Ніно Рота. «Мамині синочки» отримав премію «Срібний лев» на Венеційському кінофестивалі 1953 року і був номінований на премію «Оскар» за найкращий оригінальний сценарій.
Ще в 1949 році Федеріко Фелліні написав сценарій до фільму «Дорога», але ніяк не міг знайти коштів для зйомок. Нарешті, коли продюсер був знайдений, Фелліні починає роботу, з кінця 1953 року до весни 1954 року, причому велику частину часу він знімав на природі. У головних ролях Федеріко зняв свою дружину та маловідомого тоді актора Ентоні Квінна. Після роботи над цим фільмом у Федеріко Фелліні трапився психічний зрив, як сам режисер пізніше називав «Чорнобиль душі». У нагороду за всі страждання — повний і беззастережний успіх фільму. Понад п'ятдесяти нагород, серед яких «Срібний лев» на Венеційському кінофестивалі і премія «Оскар» 1957 року за найкращий іноземний фільм.
Наступна картина — «Шахраї» (італ. Il Bidone) — хоча і номінується на «Золотий лев», але порівняно з фільмом «Дорога» залишається непоміченою. А ось знята у 1957 році драма «Ночі Кабірії» (італ. Le notti di Cabiria), присвячена повії, яка мріє про велике кохання, стає новим спільним шедевром Фелліні і Мазіни. Як і Джельсоміно в «Дорозі», Кабірія — виглядає жалюгідною, але вона зворушує глядача своєю щирістю, довірливістю та вірою у життя. Безліч премій та нагород дістаються Фелліні за режисерську роботу, а Джульєтті Мазіні — за акторську. Протягом трьох років це вже друга робота Федеріко, яка отримує «Оскара» у номінації «Найкращий іноземний фільм».
П'ятдесяті роки вінчаються створенням одного з найкращих і найславетніших творів майстра (і, мабуть, найбільш скандального) — «Солодке життя» («італ. La Dolce Vita»). У центрі уваги — успішний журналіст, блискуче зіграний Марчелло Мастроянні, який обертається в елітному товаристві і кидається від однієї жінки до іншої, намагаючись знайти самого себе. Трактування цього фільму, починаючи з назви, суперечливі, і суперечки не вщухають досі. Чи хотів Фелліні викрити богему, показати бездушність ЗМІ? Чи ж зобразив життя у всій його красі й потворності, пропонуючи глядачеві бути не стільки суддею, скільки співучасником? Фільм має досить незвичну структуру. За словами Фелліні, він сказав собі: «Не треба піклуватися про створення оповідання … Покладемо всі наші замітки, всі документи на стіл у найхаотичнішому вигляді».
Спочатку картину сприймають вкрай негативно. Протягом декількох місяців у 1960 році (до зміни уряду) фільм заборонений до показу в Італії. Особливо обурюється католицька церква. Найбільше незадоволення Ватикану викликає сцена стриптизу і перші кадри фільму, де вертоліт транспортує повітрям статую Христа. В Іспанії картину теж забороняють — аж до кінця правління Франко у 1975 році. Однак незабаром на адресу фільму починають лунати захоплені відгуки, він отримує «Золоту пальмову гілку» Каннського фестивалю, поступово набуває статусу культового і епохального. Заборони лише підігріли інтерес до картини та позитивно вплинули на її комерційний успіх.

#### 1960-ті

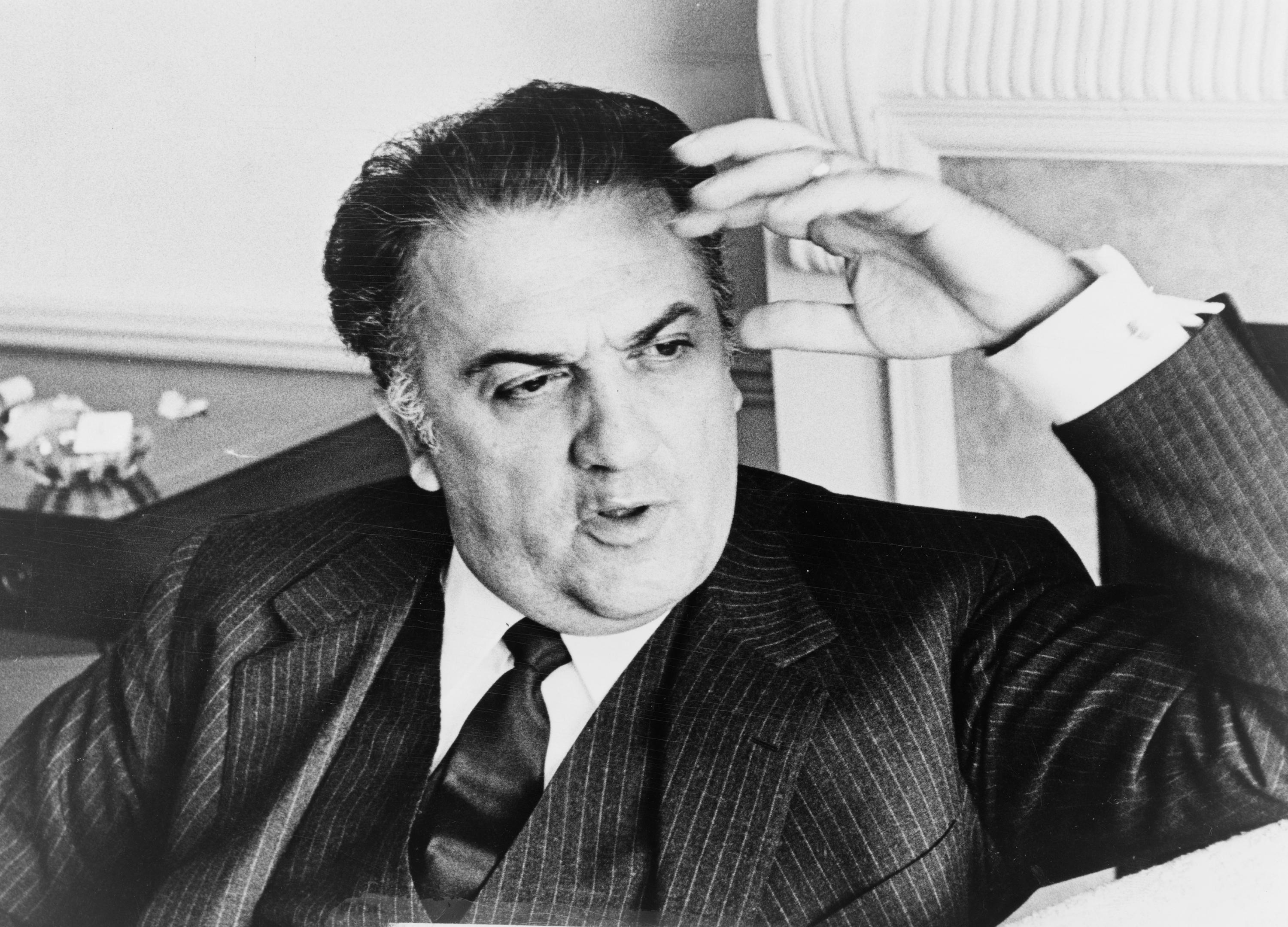
Федеріко Фелліні, 1965

Продовження творчих експериментів призводить до створення у 1963 році наступного знакового фільму — «Вісім з половиною» («італ. Otto e mezzo»). Прийнято вважати його першою своєрідною сповіддю майстра. Головну роль знову отримав Мастроянні, який став на той момент улюбленим актором Фелліні. В основі фільму лежить сюжет про кінорежисера Гвідо, що перебуває у творчій та життєвій кризі. Як і Марчелло з «Солодкого життя», він кидається у пошуках. Тільки вектор цих пошуків спрямований не назовні, а всередину, у самого себе. У фільмі присутні деякі автобіографічні моменти з життя Фелліні. Послідовна оповідь в цій картині відсутня як така: епізоди фільму є химерним чергуванням реальних подій, дитячих спогадів Гвідо, його сновидінь та фантазій, що іноді неможливо відрізнити одне від іншого.
«Вісім з половиною», як і попередня стрічка, виявляється комерційно успішною і збирає значну кількість нагород. Серед них — дві премії «Оскар» і приз Московського міжнародного кінофестивалю.
Потім настає черга нового фільму «Джульєтта і духи» («італ. Giulietta degli Spiriti», 1965) за сценарієм, написаним спеціально для Мазіни. На відміну від переважної більшості попередніх стрічок, це фільм, відзнятий у кольорі. Проте фільм не викликав особливого захоплення ні у критиків, ні у глядача. А самому Фелліні приніс чимало клопоту: податкові органи звинуватили його у фінансових порушеннях. Суд постановив, що він повинен доплатити в касу держави 200 тисяч доларів. Незважаючи на те, що вирок був явно несправедливим, Федеріко йому підкорився і разом з Джульєттою перебрався з шикарних апартаментів у скромне житло. Паралельно Фелліні виношує задум картини «Подорож Дж. Масторни» — про людину на тому світі, що загинула в авіакатастрофі. Кінохудожник мріє втілити на екрані свої заповітні мрії і сни (один з улюблених образів — літаюча людина), але не в змозі цього зробити. Найчастіше як причину він називає небажання продюсерів фінансувати якісь незрозумілі, на їхню думку, сценарії. Але у 1967 році Фелліні потрапляє до лікарні з сильними болями в грудях, що назавжди зупиняє роботу над цим фільмом. Після одужання Федеріко відзначив, що життя для нього тепер стало важливішим і ціннішим: «Зустріч зі смертю мені довела, як сильно я прив'язаний до життя».
У 1968 році Фелліні разом з Луї Маллем і Роже Вадимом екранізує новели Едгара Аллана По у фільмі «Три кроки у маренні» («італ. Tre Passi Nel Delirio»). Під керівництвом таких метрів кінематографа усі актори грають просто блискуче.
У 1969 році на екрани виходить картина «Сатирикон Фелліні» («італ. Fellini — Satyricon») — грандіозна містерія за мотивами однойменного роману Петронія, що відтворює на екрані фантастичний світ Римської імперії часів занепаду за правління Нерона.
Через два роки з'являється непомітна комедія «Клоуни» («I Clowns», 1970)
Новим відкриттям для Фелліні у цьому періоді творчості стали роботи Карла Юнга. Він познайомився із психоаналітиком др. Ернстом Бернаром на початку 1960 року, а потім прочитав автобіогафію Юнга Спогади, сни, розмірковування (1963). Бернар порадив Фелліні радитися із Книгою змін і записувати власні сни. Те, що Фелліні раніше вважав своєю екстрасенсорною перцепцією, тепер набрало нового бачення, як маніфестація несвідомого. Психологія Юнга мала вирішальне значення у формуванні стилю зрілого Фелліні, його фільми змінили русло, відійшли від неореалізму, стали здебільшого передавати сни й мрії. Ідеї Юнга про аніму й анімус, роль архетипів, про колективне несвідоме визначили такі фільми режисера як «8½» (1963), «Джульєтта і духи» (1965), «Сатирикон» (1969), «Казанова» (1976) та «Місто жінок» (1980).

#### 1970-ті

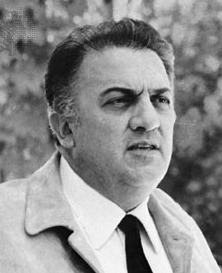
Федеріко Фелліні у 1970-их

Федеріко часто задавали питання, що для нього означає Рим. Замість відповіді він зняв картину «Рим» («італ. Fellini Roma», 1972). Фільм пройнятий світлим почуттям свята, феєрії, чарівної казки, у якій переплетені власні спогади режисера, враження від прочитаних книг і побачених вистав, репортажно зняті кадри вулиць та вуличок Риму.
Наступний фільм Фелліні «Амаркорд» («італ. Amarcord», 1973, премія «Оскар») теж розповідав історії про місто, але тепер це було місто Ріміні, місто його дитинства. Сценарій він написав разом з поетом Тоніно Гуеррою. У картині багато смішних персонажів і комічних ситуацій. На місцевому діалекті романьолів «амаркорд» («a m'arcord») означає «я згадую», що стало неологізмом в італійській мові. Фільм був представлений 1974 року поза конкурсом на 27-му Каннському міжнародному кінофестивалі і входить у 100 найкращий фільмів світового кіно.
Федеріко подобалося водити машину. У нього був чудовий «Ягуар», потім він придбав «Шевроле», згодом «Альфа-Ромео». На початку 1970-х під колеса його автомобіля ледь не потрапив хлопчик-велосипедист. На щастя, юний порушник правил відбувся легким переляком, але вражений Фелліні тут же за безцінь продав машину німецькому туристу, а сам з тих пір за кермо більше не сідав і волів робити прогулянки пішки.
Його новий фільм «Казанова Федеріко Фелліні» («італ. Il Casanova di Federico Fellini», 1976) — вільне переосмислення мемуарів знаменитого авантюриста XVIII століття — викликав певне розчарування у частини критиків і глядачів, чи то незадоволених трактуванням образу Казанови, чи то пригнічених надлишковим буйством фантазії Фелліні. Фелліні з небажанням взявся за цю постановку і пізніше зізнавався, що Казанова викликає у нього огиду, а мемуари «знаменитого коханця» здаються телефонною книгою.
Фелліні не любив перерв у роботі. Телефільм «Репетиція оркестру» («італ. Prova d'Orchestra», 1979) він зняв всього за шістнадцять днів. Ще шість тижнів пішло на монтаж і озвучування. Стрічка виявилась на рідкість простою за своєю сюжетною організацією. Цей фільм-притча викликав лавину рецензій та відгуків в італійській пресі, причому кожен тлумачив його по-своєму.

### Пізні роки

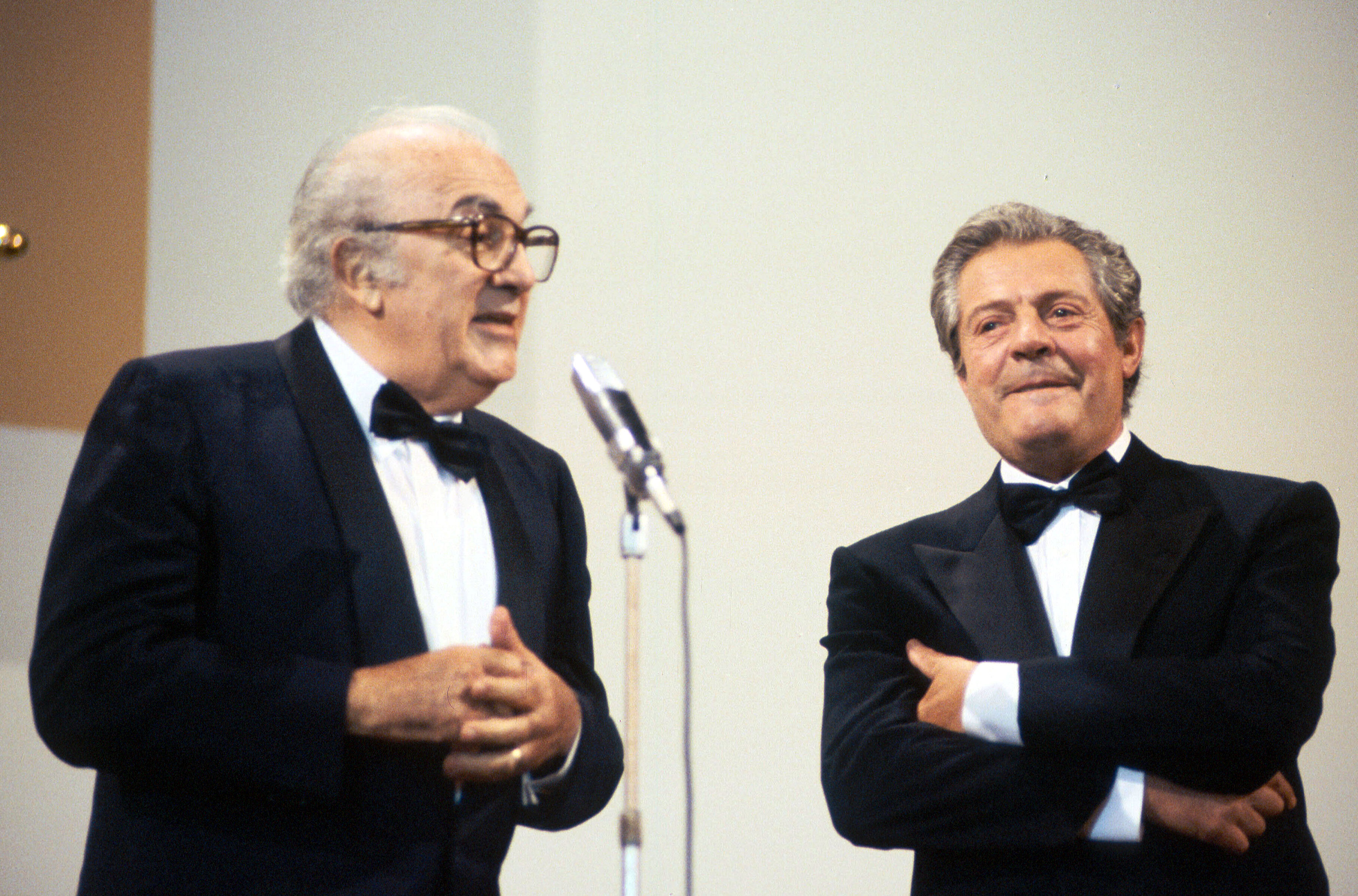
Федеріко Фелліні з Марчелло Мастроянні, 1990

У 1980-х Фелліні зняв чотири фільми.
У 1980 році вийшла драма «Місто жінок» з Марчелло Мастроянні в головній ролі. Божевілля, але яке відверте і наповнене особистими переживаннями, відчуттями, образами і метафорами. Тема серйозна, а знято так легко, з іронією.
Притча 1983 року «І корабель пливе…». Взятий історичний факт, взяті цілком реальні герої, але як все зіграно, як все набагато об'ємніше простої події в історії, де замішані як людські взаємини, політика, відношення між різними шарами в суспільстві і як все деколи це байдуже і не потрібне.
«Джинджер і Фред» (1985) про пару танцюристів, що в молодості виконували танцювальні номери знаменитих Фреда Астера (Мастроянні) і Джинджер Роджерс (Мазіна), а також сповідувальне «Інтерв'ю» (1987), у якому Мастроянні повертається разом з Анітою Екберг у «Солодке життя».
В одному зі своїх останніх інтерв'ю Фелліні розповідає про свої контакти з Карлосом Кастанедою. Фелліні говорить про те, що протягом довгого часу шукав Кастанеду у Нью-Йорку і навіть зв'язувався з його агентом. І лише згодом у Римі він зумів з ним познайомитись. Кастанеда сказав Фелліні, що переглянув усі його фільм і що ще у 50-тих роках, він дивився стрічку його «Дорога» разом із Доном Хуаном і що тоді Дон Хуан сказав йому: «Ти зустрінешся з цим режисером». У другій половині 80-тих років за словами Фелліні він поїхав до Лос-Анджелеса, тому що хотів зняти фільм про Карлоса Кастанеду. Але у Лос-Анжелесі з ним почали відбуватися дивні події. Фелліні робить припущення, що можливо Кастанеда або його учні не бажали, щоб він знімав цей фільм. Урешті він відмовився знімати його.
Як наслідок його останнім фільмом стала картина «Голоси Місяця» (1990) за повістю Кевацонні, у який режисер зобразив світ через очі нешкідливого схибленого, який щойно вийшов з психіатричної лікарні.
Всього чотири фільми Фелліні завоювували премію «Оскар» за найкращий фільм іноземною мовою 4 рази: «Дорога» (La strada, 1954), «Ночі Кабірії» (Le Notti di Cabiria, 1957); «8½» (1963) і «Амаркорд» (Amarcord, 1973).
У березні 1993 року режисер отримав почесного «Оскара» за внесок в кіномистецтво. А 30 жовтня Федеріко і Джульєтта збиралися відсвяткувати в колі друзів золоте весілля. Проте 15 жовтня Фелліні госпіталізували з інсультом. 31 жовтня, через 50 років і один день після весілля з Джульєттою, його не стало.
Коли Італія ховала режисера, дорожний рух в Римі був зупинений. Багатотисячний натовп проводжав траурний кортеж оплесками дорогами Італії — від Рима до фамільного склепу сім'ї Фелліні в маленькому приморському містечку Ріміні.
Джульєтта Мазіна, хвора раком легенів, пережила чоловіка на п'ять місяців. Перед смертю 23 березня 1994 року вона висловила бажання бути похованою з фотографією Федеріко в руці.

## Вшанування пам'яті
- 5150 Фелліні — астероїд, названий на честь режисера[14]
- Аеропорт в Ріміні названий на його честь

## Фільмографія
| Рік  |     | Українська назва          | Оригінальна назва                                                                     | Роль                                                                       |
| ---- | --- | ------------------------- | ------------------------------------------------------------------------------------- | -------------------------------------------------------------------------- |
| 1939 | ф   | Бачиш, який ти?           | Lo vedi come sei... lo vedi come sei?                                                 | співсценарист фільму режисера Маріо Маттолі                                |
| 1940 | ф   | Пірат – це я              | Il pirata sono io                                                                     | співсценарист фільму режисера Маріо Маттолі                                |
| 1940 | ф   | І не кажи!                | Non me lo dire                                                                        | співсценарист фільму режисера Маріо Маттолі                                |
| 1950 | ф   | Вогні вар'єте             | Luci del Varietà                                                                      | режисер (спільно з Альберто Латтуада), сценарист                           |
| 1952 | ф   | Білий шейх                | Lo Sceicco Bianco                                                                     | режисер                                                                    |
| 1953 | ф   | Мамині синочки            | I Vitelloni                                                                           | режисер, сценарист                                                         |
| 1953 | ф   | Кохання у місті           | L'Amore in Città (епізод «Шлюбне агентство» / «Agenzia matrimoniale»)                 | режисер                                                                    |
| 1954 | ф   | Дорога                    | La Strada                                                                             | режисер, сценарист                                                         |
| 1955 | ф   | Шахраї                    | Il bidone                                                                             | режисер, сценарист                                                         |
| 1957 | ф   | Ночі Кабірії              | Le notti di Cabiria                                                                   | режисер, сценарист                                                         |
| 1960 | ф   | Солодке життя             | La Dolce Vita                                                                         | режисер, сценарист                                                         |
| 1962 | ф   | Боккаччо-70               | Boccaccio '70 (епізод «Спокуса доктора Антоніо» / «Le Tentazioni Del Dottor Antonio») | режисер                                                                    |
| 1963 | ф   | Вісім з половиною         | 8½                                                                                    | режисер                                                                    |
| 1965 | ф   | Джульєтта і ду́хи          | Giulietta degli Spiriti                                                               | режисер, сценарист                                                         |
| 1968 | ф   | Три кроки у маренні       | Histoires Extraordinaires (епізод «Тобі Дамміт» / «Toby Dammit»)                      | режисер                                                                    |
| 1969 | док | Щоденник режисера         | Block-notes di un regista                                                             | режисер, сценарист, камео                                                  |
| 1969 | ф   | Сатирикон Фелліні         | Fellini — Satyricon                                                                   | режисер, сценарист                                                         |
| 1970 | док | Чао, Федеріко!            | Ciao Federico !                                                                       | камео (фільм Ґідеона Бахмана (нім. Gideon Bachmann) про фільм «Сатирикон») |
| 1970 | тф  | Клоуни                    | I Clowns                                                                              | режисерр, сценарист, головна роль                                          |
| 1972 | ф   | Рим                       | Fellini Roma                                                                          | режисер, сценарист                                                         |
| 1973 | ф   | Амаркорд                  | Amarcord                                                                              | режисер                                                                    |
| 1976 | ф   | Казанова Федеріко Фелліні | Il Casanova di Federico Fellini                                                       | режисер, сценарист                                                         |
| 1978 | ф   | Репетиція оркестру        | Prova d’Orchestra                                                                     | режисер, сценарист                                                         |
| 1980 | ф   | Місто жінок               | La Citta' delle Donne                                                                 | режисер, сценарист                                                         |
| 1983 | ф   | І корабель пливе…         | E la Nave Va                                                                          | режисер, сценарист                                                         |
| 1986 | ф   | Джинджер і Фред           | Ginger e Fred                                                                         | режисер, сценарист                                                         |
| 1987 | ф   | Інтерв'ю                  | Intervista                                                                            | режисер, сценарист                                                         |
| 1990 | ф   | Голоси Місяця             | La Voce della Luna                                                                    | режисер, сценарист                                                         |